# Nausicaä della Valle del vento. Acquerelli di Hayao Miyazaki
Nausicaä della Valle del vento. Acquerelli di Hayao Miyazaki (ジアート 風の谷のナウシカ宮崎駿水彩画集?, Jaito - Kaze no tani no Naushika Miyazaki Hayao suisai gashū) è un artbook scritto ed illustrato dal regista e fumettista giapponese Hayao Miyazaki nel 1996, contenente gli acquerelli originali utilizzati come studi preparatori per il manga Nausicaä della Valle del vento (uscito a puntate dal 1982 al 1994 sulla rivista Animage) e per il suo adattamento cinematografico, realizzato nel 1984 dallo stesso autore. Tokuma Shoten lo pubblicò per la prima il 31 luglio 1996. Negli Stati Uniti venne distribuito dalla Viz Media il 6 novembre 2007 (con il titolo The Art of Nausicaä of the Valley of the Wind: Watercolor Impressions), mentre in Italia dalla Planet Manga (una delle sottosezioni della Panini Comics) nel giugno 2015, in un'edizione curata da K. Tayama e tradotta da S. Scrivo. Venne pubblicato anche in Australasia dalla Madman Entertainment ed in Francia dalla Glénat (come Nausicaä - Recueil D'aquarelles).

## Accoglienza
Leeroy Douresseaux di Comic Book Bin scrisse che «l'immaginazione di Miyazaki è generosa, prodigiosa e forse persino proteiforme», definendo al contempo i commenti che accompagnano le immagini ricche di «umorismo e intuizione». Anche Deb Aoki, scrivendo per About.com, accolse molto bene l'artbook, elogiandolo le «splendide illustrazioni a colori del moderno maestro dell'animazione». Nella sua recensione per PopCultureShock, Katherine Dacey afferma che «mentre i lettori potrebbero non imparare molto dal commento di Miyazaki (trascorre molto tempo a rinnegare il suo lavoro), essi svilupperanno un maggiore apprezzamento per il suo processo creativo studiando i dipinti grezzi e gli schizzi veloci sul retro del volume, che mostrano molti dei personaggi e delle creature di Nausicaa nella loro forma embrionale.»